# مری الن بوت
ماری الن بوت (۲۱ نوامبر ۱۹۰۶؛ ۱۷ اکتبر ۱۹۸۳) یک فیلم‌ساز آمریکایی، انیماتور، تهیه‌کننده و کارگردان بود. او یکی از اولین فیلمسازان زن تجربی بود و خالق برخی از اولین تصاویر فیلم الکترونیکی بود. تخصص او موسیقی تصویری بود. بوت در حین کار در نیویورک بین سالهای ۱۹۳۴ و ۱۹۵۸، چهارده فیلم کوتاه انتزاعی موزیکال ساخت. بسیاری از اینها در سینماهای معمولی، مانند تالار موسیقی و رادیو شهر بودند. آنها معمولاً قبل از یک فیلم معتبر دیده می‌شدند. چندین فیلم انتزاعی او بخشی از مجموعه «دیدن صدا» او بودند.

## زندگی‌نامه
مری الن بوت که اهل هوستون است، نقاشی را در تگزاس و متعاقباً در فیلادلفیا در آکادمی هنرهای زیبای پنسیلوانیا و سپس نورپردازی صحنه در دانشگاه ییل آموخت. او سنت ارگان رنگی را به عنوان وسیله ای برای نقاشی با نور مطالعه کرد. او با لئون ترمین و توماس ویلفرد کار کرد و همچنین تحت تأثیر فیلم‌های انیمیشن انتزاعی اسکار فیشینگر قرار گرفت. فیلمسازی بوته دو حالت نسبتاً متمایز دارد. او مجموعه‌ای از فیلم‌های انتزاعی را خلق کرد که به بررسی رابطه صدا و تصویر در سینما می‌پردازد، و دومین مجموعه‌ای از آثارش بر رابطه زبان و سینما از طریق اقتباس از منابع ادبی متمرکز بود. بوت حرفه فیلمسازی خود را با همکاری با جوزف شیلینگر در انیمیشن بازنمایی‌های بصری موسیقی آغاز کرد. فیلم‌های بعدی او با مشارکت فیلمبردارش تد نمت که در سال ۱۹۴۰ با او ازدواج کرد ساخته شد.
در دهه‌های ۱۹۶۰ و ۱۹۷۰، بوت روی دو فیلم کار کرد که هرگز تکمیل نشدند:
اقتباسی از نمایشنامه تورنتون وایلدر در سال ۱۹۴۲ به نام "پوست دندان‌های ما" و فیلمی دربارهٔ والت ویتمن با عنوان کاری "بیرون از گهواره بی پایان تکان می‌خورد". آخرین فیلم او، با الهام از جیمز جویس، گذرهایی از بیدار فینیگان بود، یک فیلم لایو اکشن به تهیه کنندگی و کارگردانی بوته که در یک دوره تقریباً سه ساله در ۱۹۶۵–۱۹۶۷ ساخته و برنده جایزه جشنواره فیلم کن شد.
بوته یکی از اعضای مؤسس بورس فیلم مستقل زنان بود. او مورخ سینما سیسیل استار را برای توزیع فیلم‌های کوتاه خود انتخاب کرد.
مری الن بوت بر اثر نارسایی قلبی در مرکز پزشکی کابرینی شهر نیویورک درگذشت. او پنج هفته تا تولد ۷۷ سالگی اش فاصله داشت. شش ماه قبل از آن، در ۴ آوریل، او قدردانی ویژه و نمایشی از فیلم‌هایش را در موزه هنر مدرن دریافت کرد.